# Sveučilišna galerija Vasko Lipovac
| Sveučilišna galerija „Vasko Lipovac” |                             |
|                                      |                             |
| Vrsta:                               | Državna ustanova            |
| Osnovana:                            | 2015.                       |
| Sedište:                             | Split Hrvatska              |
| Struktura:                           | Izložbeni prostor (2 etaže) |
| Internet stranica                    | http://www.unist.hr         |

Sveučilišna galerija „Vasko Lipovac” jedan je od savremenih izložbenih prostora na dve etaže u Splitu, u Republici Hrvatskoj,   u kojoj je na jednoj od dve etaže osnovana stalna postavka sa preko 70  izabranih  slika, grafika i skulptura Vaska Lipovca, vrsnog pripadnika Hrvatske likovne i pozorišne scene.  Galerija je vremenom postala značajno mesto kulturne razmene, ali i druženja mladih i nešto starijih prijatelja umetnosti, i samim tim važan činilac u gradskoj kulturnoj i turističkoj ponudi Splita.

## Položaj
Galerija je smeštena, na dve etaže u Sveučilišnom kampusu, u Univerzitetske biblioteke u Splitu, 
Na gornjoj je etaži smešten je stalna postavka sa ukupno sedamdeset dela istaknutog splitskog umetnika Vaska Lipovca, po kome je galerija dobila ime. 
Donja etaža ili živo mesto”, namenjeno je različitim kulturnim sadržajima:
- godišnjim programskim izložbama,
- promocijama knjiga,
- naučnim skupovima,
- predstavama,
- koncertima,
- radionicama,
- pres konferencijama i sl).

## Istorija
Severni toranj Sveučilišne knjižnice u Splitu pretvoren je u Stalnu galerijsku postavku sedamdeset dela Vaska Lipovca, jednog od najomiljenijih splitskih umetnika.  Od kultnih Biciklista, preko serije slika na dasci i pratećih akvarela, do intimističkih crteža ova zasebne celine posvećena je borbi čoveka i mora, i daje se uvid u izuzetno bogati opus koji predstavlja nezaobilazni deo identiteta grada Splita. Otvaranje Galerije prvi je korak u realizaciji Projekta VAL, osmišljenog u saradnji Sveučilišta u Splitu i udruženja VAL, koji ima za cilj istraživanje, valorizaciju i prezentaciju opusa Vaska Lipovaca koji je on za sobom ostavio.

## Ciljevi
Ciljevi Sveučilišne galerije „Vasko Lipovac” su sledeće aktivnosti:
- pedagoške,
- edukativne,
- umetničke.

Sve ove aktivnosti usmerene su primarno približavanju umetnosti studenskoj omladini, ali i obogaćivanju kulturnih sadržaja Splita, kvalitetnim izložbama, programima i saradnjom sa umetnicima, što daje mogućnosti za afirmaciju pre svega mlađih umetnika.

## Program Galerije
Godišnji program galerije sastoji se od jedanaest samostalnih i dve grupne izložbe koje se biraju na konkursu. 
Tokom godine Galerija sprovodi i aktivnosti s udruženjem “Val“, stručno i naučno izučavanje, i populariše dela Vaska Lipovca.
Galerija ima dugoroćnu saradnju sa splitskom Galerijom Brešan, koja u godišnjem programu Sveučilišne galerije Vasko Lipovac organizuje dve izložbe iz ciklusa “Svatko na svojoj strani”. 
Međunarodni Splitgraphic bijenale je takođe nezaobilazan deo galerije, koji u ovom prostoru organizuje izložne nagrađivane svetsku savremene grafičke produkciju. 
Pod stručnim vođstvom Galerije u njoj se organizuju i edukativne radionice, namenjene: deci, učenicima i studentima Splitske županije. Na ovim edukativnim radionicama mladi se upoznaju sa sadržajem unutar Sveučilišne knjižnice, kao i pisanom baštinom koju biblioteka čuva u svome arhivu.

## Radno vreme
Radno vreme Galerije je: ponedjeljak – petak od 17 do 20 časova
Razgledanje izložbi u prepodnevnim časovima može se najaviti na info pultu biblioteke.

## Spoljašnje veze
- Internet stranica Sveućilišta u Splitu (jezik: hrvatski)
- Otvorena Sveučilišna galerija Vasko Lipovac (jezik: hrvatski)